# Gmina Herby
Gmina Herby je vesnická obec v okrese Lubliniec ve Slezském vojvodství. Status gminy získala v roce 1973. V letech 1975–1998 byla začleněna pod správu Čenstochovského vojvodství. Po roce 1999 patří pod Slezské vojvodství. V roce 1993 z jižní části obce Herby vznikla gmina Boronów. Gmina Herby se nachází na Woźnico-Wieluńké vysočině v okruhu dvou regionů: Liswartské nížiny a Herbského hřebene. Gminou protéká řeka Liswarta, která je součástí povodí řeky Warty.
Podle statistických údajů z 30. června 2004 v obci žilo 5069 osob.

## Povrch
Podle statistických údajů z roku 2002 gmina Herby má rozlohu 87,47 km2: z toho tvoří
- zemědělská půda: 23 %
- lesy a lesní porost: 63 %

Obec zaujímá 10,64 % povrchu okresu Lubliniec.

## Počet obyvatel
Údaje jsou z roku 2004, 2008 a 2011
|                               | celkem | celkem | ženy | ženy | muži | muži |
| rok                           | osob   | %      | osob | %    | osob | %    |
| ----------------------------- | ------ | ------ | ---- | ---- | ---- | ---- |
| 2004                          | 6969   | 100    | 3484 | 50,0 | 3485 | 50,0 |
| hustota počet obyvatel na km2 | 79,7   | 79,7   | 39,8 | 39,8 | 39,8 | 39,8 |
| 2008                          | 7031   | 100    | 3495 | 49,7 | 3536 | 50,3 |
| 2011                          | 6988   | 100    | 3525 | 50,4 | 3463 | 49,6 |
| 2013                          | 6876   | 100    | 3446 | 50,1 | 3430 | 49,9 |
| 2015                          | 6905   | 100    | 3461 | 50,1 | 3444 | 49,9 |

## Starostenské obce
Herby (sídlo gminy), Lisów, Olszyna, Kalina, Hadra, Chwostek, Tanina a Łebki. Do roku 1993 ke gmině náležel Boronców se statusem nezávislé obce.

## Obce bez starostenství
Brasowe, Braszczok, Cztery Kopy, Drapacz, Głąby, Kierzki, Kolonia Lisów, Łęg, Mochała, Niwy, Oleksiki, Otrzęsie, Pietrzaki, Piłka, Pustkowie, Turza.

## Sousední gminy
Blachownia, Boronów, Ciasna, Kochanowice, Konopiska, Koszęcin, Przystajń, Wręczyca Wielka

## Zajímavosti
- Do devadesátých let 20. století bylo na území gminy největší skladiště kovového šrotu. V současné době se zde nachází závod Scrapena, závod na třídění kovového šrotu a recyklaci aut.
- Na území gminy se nachází důležitý železniční uzel s železničními stanicemi Nové Herby a Staré Herby. Protínají se zde dráhy D61 Kielce–Lubliniec, D131 Chorzów Batory–Tczew (uhelná magistrála) a D181 Nové Herby–Oleśnice.
- Nachází se v chráněné krajinné oblasti Lasy nad Górną Liswartą (Lesy nad horní Liswartou).[4]